# Дворец Тонгун и пруд Вольчи в Кёнджу
Анапчи (кор. 안압지?, 雁鴨池?), официальное название в списке исторических мест Республики Корея — Дворец Тонгун и пруд Вольчи в Кёнджу (кор. 경주 동궁과 월지 Кёнджу Тонгун-гва Вольчи) — искусственный пруд и развалины дворца в Инван-доне города Кёнджу провинции Кёнсан-пукто, Республика Корея, созданные в 674 году, в период правления 30-го короля государства Силла Мунму Великого (кор. 문무?, 文武? Мунму-тэван; годы правления: 661—681).
Расположен пруд через дорогу от королевского дворца Вольсон, и в 10 минутах ходьбы как от обсерватории Чхомсондэ, так и от Государственного музея Кёнджу.
Как гласит Самгук Саги, по указу Мунму на территории королевского дворца был выкопан пруд, а выкопанную землю уложили холмом, чтобы разбить вокруг пруда цветочные сады, посадить деревья и разводить редкие виды птиц. Цветы и деревья, также как и птиц и животных привозили в это место со всех сторон света — народ Силла хотел создать здесь идеальный мир, утопию. Пруд протянулся на 200 метров с запада на восток, и на 180 метров — с севера на юг.
После заката Силла (935 год) пруд на протяжении многих веков находился в забытии, что объясняет факт прокладки в начале XX века железнодорожной ветки Пхохан-Пусан в непосредственной близи от пруда.
В период с 1975 по 1980 годы пруд находился в стадии реконструкции, в результате которой была полностью заменена дренажная система, а также восстановлена каменная насыпь, окаймлявшая берега пруда.
21 января 1963 года пруд Анапчи был включён в список исторических мест Кореи под номером 18.

## Название
Первоначально пруд назывался Вольчи (кор. 월지?, 月池?, «Лунный пруд»). В Самгук Саги помимо наименований «Имхэджон» и «Вольчи» никаких других названий не указано, однако во времена правления династии Чосон (1392—1910) пруд именовался как Анапчи, что означало «пруд гусей и уток». Иногда указывается на картах как «Развалины Имхэджона» (кор. 임해전지?, 臨海殿址?) — в западной части пруда Анапчи расположен павильон Имхэджон (кор. 임해전?, 臨海殿?), служивший местом для отдыха королевской знати и для проведения королевских приёмов. Буквально «Имхэджон» переводится как «Павильон, выходящий на океан», что позволяет предположить о том, что пруд конструировался под влиянием идеи о создании миниатюры Восточной Азии: большой полуостров напротив Имхэджона представлялся Корейским полуостровом, а три острова к востоку, югу и юго-западу от него — соответственно, южно-японским островом Кюсю, Чечжудо и островом Тайвань.

## Интересные детали
- Пруд спланирован таким образом, что где бы на берегу пруда ни находился человек, он не увидит весь пруд целиком.

- В пруду есть три небольших острова, засаженных деревьями, а к северу и востоку от пруда расположено 12 холмов: эта композиция отражает философию дао.

- В 1974 году пруд был на некоторое время осушен, и на дне его обнаружилось огромное количество реликвий периода Силла, многие из которых были извлечены из ила и после изучения выставлены в Государственном музее Кёнджу. Неожиданные находки стали причиной для проведения реконструкции озера.

- Пруд является также местом, на берегу которого последний правитель Силла Кёнсун принимал Ван Гона, основателя государства Корё, с целью попросить помощи в войнах против государства Хупэкче.

- Особенно красиво пруд выглядит лунной ночью при безоблачном небе — совмещение искусственной иллюминации, сияние звёзд и лунный свет делают вид пруда поистине потрясающим.